# Manucodia alter
O manucódio-de-tagula ou ave-do-paraíso-de-tagula (Manucodia alter) é uma espécie de ave-do-paraíso de porte médio.

## Distribuição
Endémico da Papua Nova Guiné, o manucódio-de-tagula é distribuído pela Ilha Tagula do Arquipélago Louisiade.